# Mobile Suit Gundam: Iron Blooded Orphans
Mobile Suit Gundam: Iron Blooded Orphans (jap. 機動戦士ガンダム 鉄血のオルフェンズ, Kidō Senshi Gandamu: Tekketsu no Orufenzu) ist eine Anime-Fernsehserie des Studios Sunrise, die zum Gundam-Franchise gehört. Das Werk ist in die Genres Shōnen, Mecha und Action einzuordnen, die Handlung spielt einige Zeit nach den anderen Werken des Franchises. Nach der ersten Staffel von 2015 wird die Serie mit einer zweiten Staffel fortgesetzt, außerdem erscheinen zwei Manga-Adaptionen.

## Handlung
Über 300 Jahre nach dem Krieg zwischen der Erde und ihren Raum-Kolonien hat die Menschheit den Mars erfolgreich besiedelt. Doch auch die Mars-Kolonien streben nach Unabhängigkeit. Die junge Adelige Kudelia Aina Bernstein, die die Unabhängigkeitsbewegung führt, will sich auf den Weg  zu Verhandlungen auf der Erde machen. Dafür soll sie von der CSG, der Söldnerarmee ihrer Heimat, geschützt werden. Doch als sie auf deren Stützpunkt ist, werden sie von Gjallarhorn, einer anderen Söldnergruppe, angegriffen. Die aus Jugendlichen bestehende Einheit unter Orga Itsuka kann den Angriff abwehren – auch durch den Einsatz eines alten Mechas mit Mikazuki Augus als Pilot. Da die erwachsenen Kämpfer sie im Stich ließen und auch sonst schlecht behandeln, wagt die Truppe von Kindersoldaten unter Orga einen Aufstand gegen ihre Anführer und übernimmt das Kommando. Nachdem Mikazuki einen erneuten Angriff Gjallarhorns abwehrt, benennt Orga die Truppe zu „Tekkadan“ (鉄華団, wörtl.: „Eiserne-Blume-Brigade“) um und erhält von Kudelia den Auftrag, sie auf ihren Missionen weiterhin zu schützen.

## Veröffentlichungen

### Anime-Fernsehserie
Die Serie entstand beim Studio Sunrise unter der Regie von Tatsuyuki Nagai. Hauptautor war Mari Okada, der zusammen mit Hajime Kamoshida, Michihiro Tsuchiya, Shinsuke Onishi und Toshizo Nemoto auch die Drehbücher der einzelnen Folgen schrieb. Das Charakterdesign entwarf Michinori Chiba und die künstlerische Leitung lag bei Ayu Kawamoto.
Die erste Ausstrahlung der 25 Folgen zählenden ersten Staffel geschah vom 4. Oktober 2015 bis 27. März 2016 durch MBS. Per Streaming wurde der Anime mit Untertiteln in verschiedenen Sprachen parallel zur japanischen Erstausstrahlung veröffentlicht, so mit deutschen Untertiteln auf der Plattform Crunchyroll. Eine englisch synchronisierte Fassung wurde von Cartoon Network ausgestrahlt. Seit 2. Oktober 2016 folgt im japanischen Fernsehen und per Streaming eine zweite Staffel.

#### Synchronisation
| Rolle                  | japanischer Sprecher (Seiyū) |
| ---------------------- | ---------------------------- |
| Mikazuki Augus         | Kengo Kawanishi              |
| Orga Itsuka            | Yoshimasa Hosoya             |
| Kudelia Aina Bernstein | Yuka Terasaki                |

#### Musik
Die Musik der Serie wurde komponiert von Masaru Yokoyama. Die Vorspanne wurden unterlegt mit Raise your flag von Man With A Mission und Survivor von Bleu Encount. Die Abspannlieder sind:
- Orphans no Namida (オルフェンズの涙) von Misia
- Steel -Tekketsu no Kizuna- (STEEL ‐鉄血の絆‐) von True
- Senka no Tomoshibi (戦火の灯火) von Yuko Suzuhana

Die erste Folge hat keinen Vorspann, stattdessen läuft der erste Vorspann hier als Abspann. Der Vorspanntitel der zweiten Staffel ist Rage of Dust von Spyair, der ebenso in der ersten Folge für den Abspann verwendet wurde. Das Abspannlied der Staffel ist Shōnen no Hate (少年の果て) by Granrodeo.

### Manga
Seit dem 26. Oktober 2015 erscheint im Manga-Magazin Gundam Ace eine Adaption des Stoffes von Kazuma Isobe. Der Verlag Kadokawa Shoten bringt im gleichen Magazin seit Juni 2016 auch eine zweite Manga-Adaption mit dem Titel Mobile Suit Gundam: Iron-Blooded Orphans Steel Moon heraus, die von Hajime Kamoshida geschaffen wird.